# Джордан Бендер
Джордан Бендер (англ. Jordan Bender; нар. 9 липня 1990, Лейк-Мері, Флорида, США) — американський футболіст, атакувальний півзахисник латвійського клубу МЕТТА.

## Клубна кар'єра

### «Орландо Сіті»
У 13-річному віці приєднався до Академії розвитку «Орландо Сіті», був капітаном юнацької (U-19) команди клубу. 14 листопада 2018 року підписав свій перший професійний контракт з «Орландо Сіті B», фарм-клубом «Орландо Сіті» в Першій лізі USL. У грудні 2019 року, напередодні старту сезону 2020 року, підписав контракт власного вихованця з «Орландо Сіті». Таким чином, став першим гравцем головної команди «Орландо», який пройшов безпосередньо через академію та резервну команду.

#### Оренда в «Шарлотт Індепенденс»
6 травня 2021 року перейшов в оренду на сезон 2021 року до «Шарлотт Індепенденс» з Чемпіонату USL. Дебютував за нову команду 14 травня 2021 року в переможному (3:0) домашньому поєдинку проти «Чарлстон Беттері», в якому вийшов на заміну на 77-й хвилині. 1 вересня «Орландо Сіті» повернув його з оренди, провів у «Шарлотт Індепенденс» 15 матчів. По завершенні сезону 2021 року Бендеру відмовили у продовженні контракту.

### «Кейптаун Сіті»
У липні 2022 року підписав контракт з клубом Прем'єршипу ПАР «Кейптаун Сіті».

## Кар'єра в збірній
У 2017 році отримав свій перший виклик до юнацької збірної Сполучених Штатів Америеи (U-16) під час її лютневого збору. У січні 2020 року викликаний до табору молодіжної збірної країни на два товариські матчі проти Мексики як заміна травмованого Кевіна Бонільї. 

## Статистика виступів

### Клубна
28 серпня 2021 року
| Клуб                  | Сезон             | Ліга              | Ліга  | Ліга | Кубок | Кубок | Плей-оф | Плей-оф | Загалом | Загалом |
| Клуб                  | Сезон             | Дивізіон          | Матчі | Голи | Матчі | Голи  | Матчі   | Голи    | Матчі   | Голи    |
| --------------------- | ----------------- | ----------------- | ----- | ---- | ----- | ----- | ------- | ------- | ------- | ------- |
| «Орландо Сіті B»      | 2019              | USL1              | 16    | 0    | —     | —     | —       | —       | 16      | 0       |
| «Орландо Сіті B»      | 2020              | USL1              | 3     | 0    | —     | —     | —       | —       | 3       | 0       |
| «Орландо Сіті B»      | Загалом           | Загалом           | 19    | 0    | 0     | 0     | 0       | 0       | 19      | 0       |
| «Орландо Сіті»        | 2020              | MLS               | 2     | 0    | —     | —     | —       | —       | 2       | 0       |
| «Шарлотт Індепенденс» | 2021              | ЧUSL              | 15    | 0    | —     | —     | —       | —       | 15      | 0       |
| Усього за кар'єру     | Усього за кар'єру | Усього за кар'єру | 36    | 0    | 0     | 0     | 0       | 0       | 36      | 0       |